# Udajana

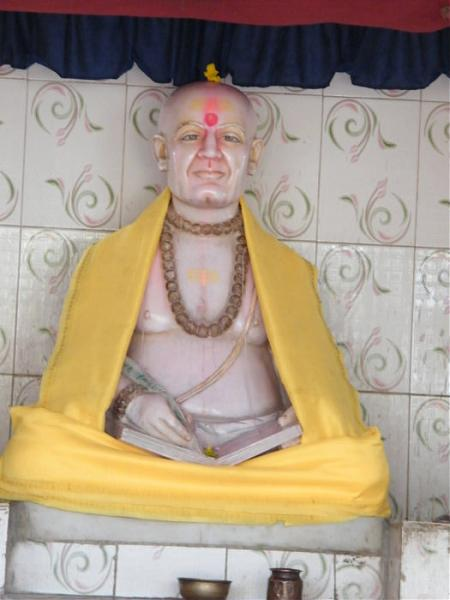
Posąg Udajany w Indiach

Udajana (ang. Udayana) – indyjski filozof z X wieku n.e. Pochodził z Mithili (północny Bihar). Przedstawiciel szkoły njaja i autor wielu sanskryckich dzieł, w których krytykował doktryny ateistyczne mimansy, buddystów i dżinistów. Jego główne dzieła to:
- Atmatattwawiweka („Ujawnienie rzeczywistości Atmana”) – gdzie krytykuje doktryny odrzucające istnienie atmana – tezy materialistów (ćarwaka) o nieistnieniu przyczynowości i buddyjskie doktryny przyczynowości jako momentalności i in.
- Njajakusumańdźali („Pokłon z girlandą (argumentów) logicznych”) – gdzie krytykuje doktryny ateistyczne i przedstawia 20 dowodów na istnienie Boga (Iśwary) obalając 5 grup kontrargumentów materialistów, buddystów, sankhji i mimansy.

Poza tym był autorem komentarzy: Njajawarttikatatparjaparisiudhi („Wyjaśnienie prawdziwego sensu Njajawarttiki”), Kiranawali („Krąg płomieni”, komentarz do dzieła Padartha-dharma-sangraha Praśastapady) i in.